# Immanuel Stockmeyer
Immanuel Stockmeyer; auch Emanuel Stockmeyer (* 28. Juli 1814 in Basel; † 15. November 1894 ebenda) war ein Schweizer evangelischer Geistlicher, Hochschullehrer und Historiker.

## Leben

### Familie

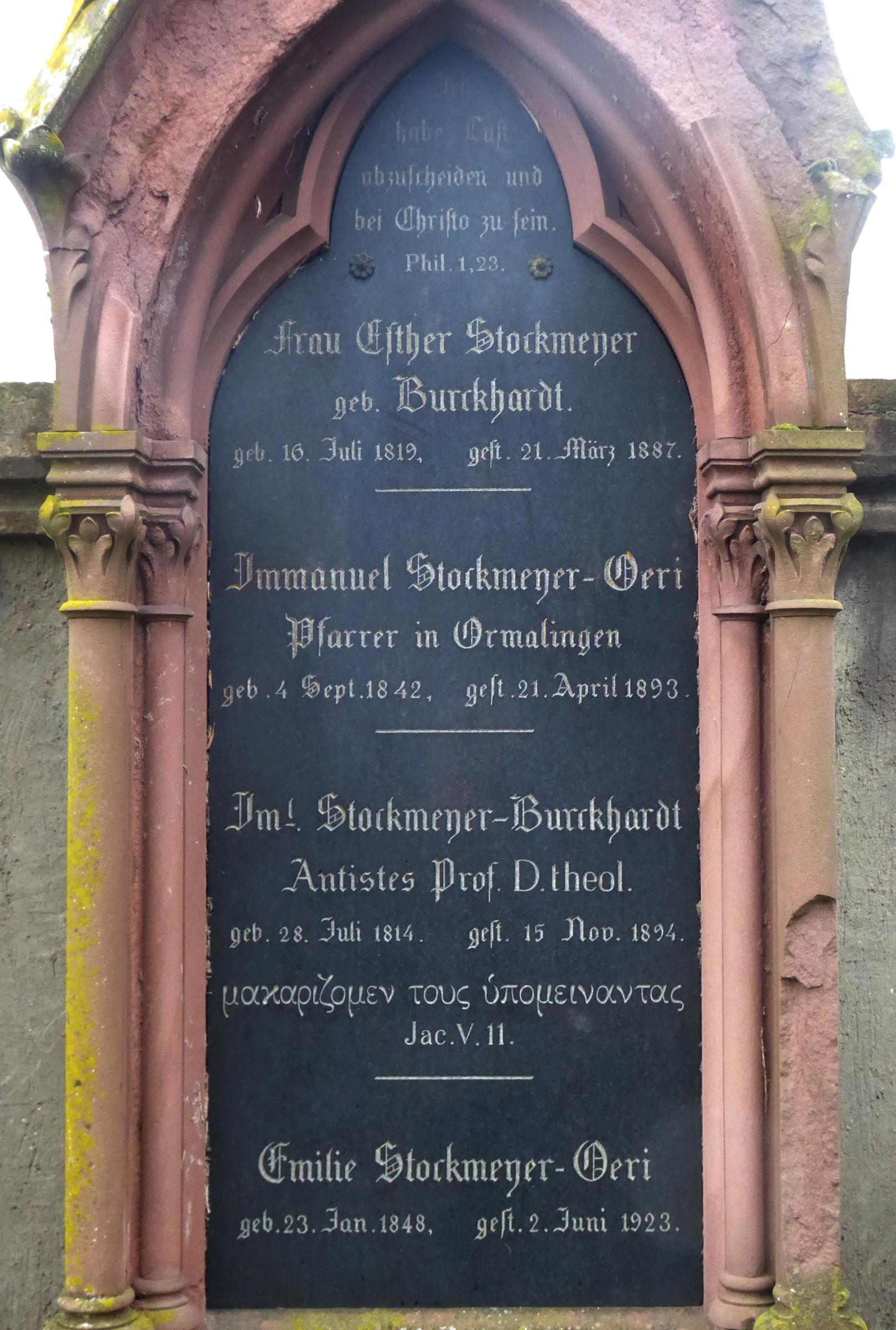
Familien-Grab auf dem Friedhof Wolfgottesacker

Immanuel Stockmeyer war der Sohn von Johann Jakob Stockmeyer (* 1788 in Basel; † 1821 ebenda), Pfarrer an der Theodorskirche und dessen Ehefrau Elisabeth (1791–1814), Tochter von Leonhard Heusler (1754–1807), Strumpffabrikant und Staatsrat. Nachdem er bereits in seiner Kindheit Waise geworden war, wuchs er ab 1824 im Nürnberger Institut von Karl Georg von Raumer auf. Sein Neffe war der Historiker Theophil Burckhardt-Biedermann, den er von 1850 bis 1854 in seinem Haushalt aufnahm.
Er war seit 1838 mit Ester Valerie (* 16. Juli 1819; † 21. März 1887), Tochter des Arztes Johann Rudolf Burckhardt (1774–1829), verheiratet; gemeinsam hatten sie fünf Kinder:
- Esther Valeria Stockmeyer (* 1840 in Basel; † 1921), verheiratet mit Emanuel La Roche (1832–1887), Pfarrer in Ziefen, Konservator der Kunstsammlung Basel. Ihr Sohn war der Architekt Emanuel La Roche;
- Bernhard Daniel Emanuel Stockmeyer (* 4. September 1842 in Basel; † 21. April 1893), 1867 Lehrer in Schiers, von 1868 bis 1870 Pfarrer im Val de Ruz, von 1870 bis 1874 Pfarrer in Azmoos und von 1874 bis 1893 Pfarrer in Ormalingen; verheiratet mit Emilie (geb. Oeri; * 23. Januar 1848; † 2. Juni 1923). Ihre gemeinsame Tochter war die Germanistin und Frauenrechtlerin Clara Stockmeyer;
- Agnes Maria Stockmeyer (* 1849 in Basel; † 1942), verheiratet mit dem Theologen Rudolf Stähelin-Stockmeyer. Zu ihren Kindern gehörten unter anderem die Schriftstellerin Maria Margaretha Stähelin (1870–1959), der Mediziner Rudolf Staehelin sowie der Jurist Max Stähelin-Maeglin; ihr Schwiegersohn war der Verleger Alfred Kober;
- Karl Daniel Stockmeyer (* 1857 in Basel; † 1927), Pfarrer am Basler Münster, verheiratet mit Anna Margaretha (1857–1924), Tochter des Seidenhändlers Karl Preiswerk (1823–1859);
- Johanna Stockmeyer (* 1857; † 1915), verheiratet mit Heinrich Hieronimus Pfisterer (1844–1902).

Seine letzte Ruhestätte fand er auf dem Friedhof Wolfgottesacker in Basel.

### Ausbildung
1832 immatrikulierte er sich an der Universität Erlangen und begann mit einem Theologiestudium, das er in der Zeit von 1834 bis 1837 an der Universität Berlin fortsetzte. 1837 bestand er das Examen in Basel und wurde anschliessend ordiniert.
Während seines Studiums in Erlangen schloss er Freundschaft mit dem späteren Ägyptologen Johannes Zündel (1813–1871).

### Werdegang
Von 1837 war er als Religionslehrer am Basler Gymnasium (heute: Gymnasium am Münsterplatz) und Mitarbeiter in den Werken der Deutschen Christentumsgesellschaft. 1841 wurde er als Pfarrer nach Oltingen berufen, bevor er von 1846 bis 1871 Pfarrer an der Kirche St. Martin in Basel wurde. Von 1871 bis 1891 war er Münsterpfarrer und Antistes in Basel.
1851 begann er als Dozent an der Universität Basel Vorlesungen zur Exegese und Homiletik zu halten und wurde 1876 ordentlicher Professor, ohne Gehalt; er hielt die Vorlesungen bis 1893. In dieser Zeit war er auch von 1852 bis 1870 Präsident der Real- und der Knabengemeindeschule und von 1852 bis 1877 Mitglied des Erziehungskollegiums.
Zu seinen Studenten gehörte unter anderem Alfred Tobler.

### Wirken als Historiker
Er veröffentlichte historische Aufsätze unter anderem 1839 im 3. Band der Schrift Schweizerisches Museum für historische Wissenschaften, in dem er sich mit den Briefen von Erasmus von Rotterdam an Bonifacius Amerbach beschäftigte. Gemeinsam mit Balthasar Reber veröffentlichte er 1840 Beiträge zur Basler Buchdruckergeschichte.

### Theologisches Wirken
Immanuel Stockmeyer vertrat eine positive konservative Theologie und publizierte zahlreiche Predigtsammlungen. Sein wichtigstes Werk war eine erst 1895 postum veröffentlichte Homiletik. In seiner Schrift Kurze Nachricht über den Irvingismus, beschäftigte er sich mit den Ideen von Edward Irving, dem Wegbereiter der katholisch-apostolischen Gemeinden.

## Ehrungen und Auszeichnungen
1860 wurde Immanuel Stockmeyer durch die Universität Basel zum Dr. theol. h. c. ernannt.

## Schriften (Auswahl)
- Immanuel Stockmeyer, Balthasar Reber eingeschränkte Vorschau in der Google-Buchsuche: Beiträge zur Basler Buchdruckergeschichte. Basel 1840.
- Kurze Nachricht über den Irvingismus. Basel 1850.
- Der Brief des Jacobus in vierzig Predigten. Basel 1874.
- Die Bergpredigt Jesu Christi. Basel 1891.
- Homiletik. Vorlesungen. Basel 1895.